# Estoril Open 2002
Estoril Open 2002 — тенісний турнір, що проходив на відкритих кортах з ґрунтовим покриттям Estoril Court Central в Оейраші (Португалія). Належав до серії International в рамках Туру ATP 2002, а також до серії Tier IV в рамках Туру WTA 2002. Тривав з 8 до 14 квітня 2002 року.

## Фінальна частина

### Одиночний розряд, чоловіки
Давід Налбандян —  Яркко Ніємінен 6–4, 7–6(7–5)
- Для Налбандяна це був 1-й титул за рік і 1-й — за кар'єру.

### Одиночний розряд, жінки
Магі Серна —  Анка Барна 6–4, 6–2
- Для Серни це був єдиний титул за сезон і 2-й - за кар'єру.

### Парний розряд, чоловіки
Карстен Браш /  Ольховський Андрій Станіславович —  Сімон Аспелін /  Ендрю Кратцманн 6–3, 6–3
- Для Браша це був 2-й титул за сезон і 5-й - за кар'єру. Для Ольховського це був 2-й титул за сезон і 22-й - за кар'єру.

### Парний розряд, жінки
Олена Бовіна /  Жофія Губачі —  Барбара Ріттнер /  Марія Венто-Кабчі 6–3, 6–1
- Для Бовіної це був 1-й титул за рік і 3-й — за кар'єру. Для Губачі єдиний титул за сезон і 2-й - за кар'єру.